# 潤泰精密材料

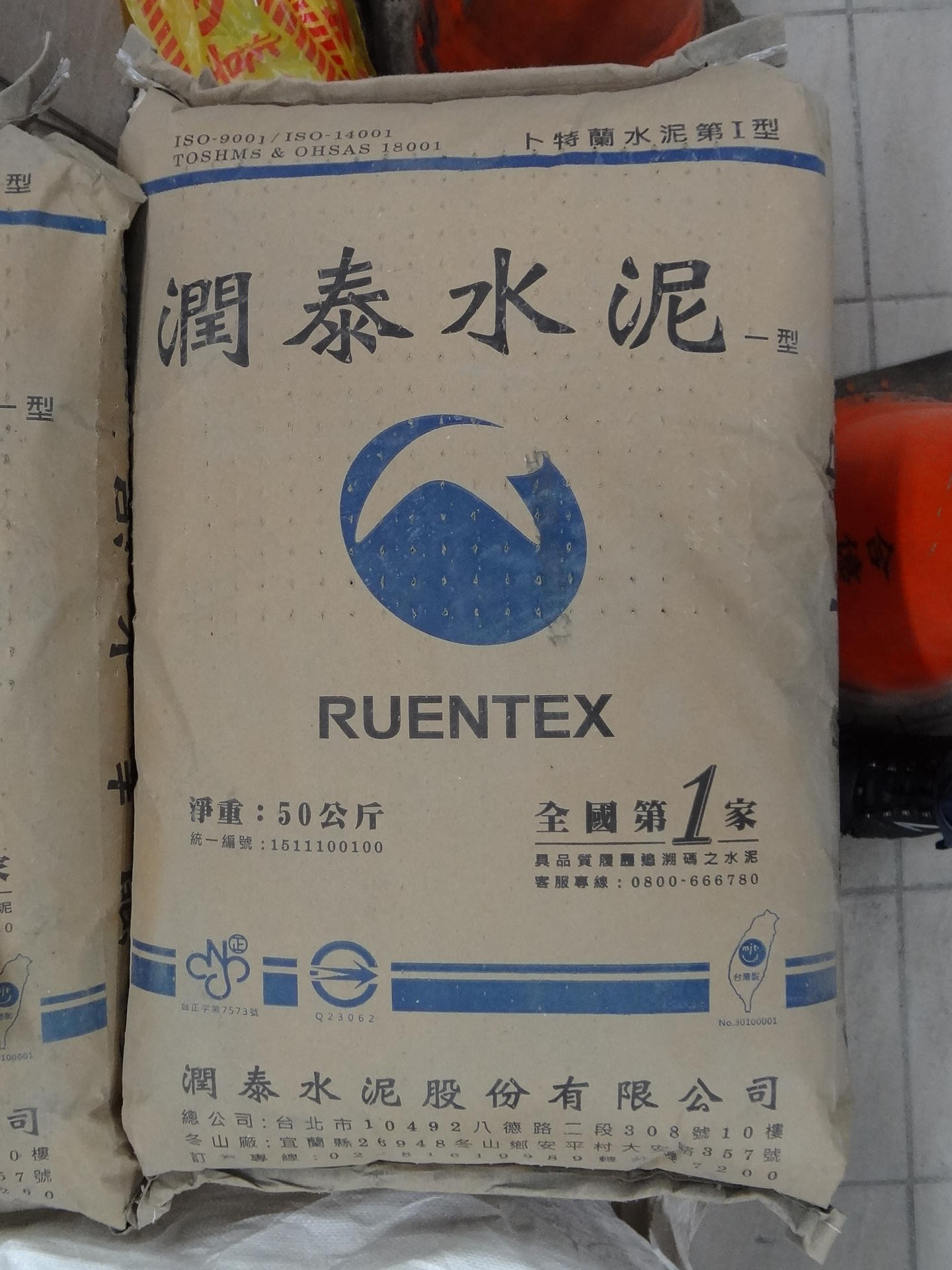
潤泰水泥卜特蘭水泥

潤泰精密材料股份有限公司（簡稱潤泰精密材料），原名潤泰水泥，是台灣的一家水泥產品製造及銷售公司，於1992年由潤泰企業集團總裁尹衍樑創設。

## 發展簡史
- 1992年9月23日，「潤泰水泥股份有限公司」成立。
- 1992年12月，潤泰水泥取得花蓮縣華信石礦。
- 2009年，潤泰水泥買下力霸企業集團旗下位於宜蘭縣冬山鄉的力霸水泥冬山廠[2]。
- 2013年，潤泰水泥取得潤泰創新旗下潤德室內裝修設計工程，同年潤泰水泥更名為潤泰精密材料[3]。
- 2015年7月13日，潤泰精密材料於台灣證券交易所股票上市（臺證所：8463）。
- 2019年9月23日，潤泰精密材料獲得「離岸風電基座水下灌漿材」認證，成為亞洲唯一和全球前三大離岸風電砂漿廠。[4]
- 2023年12月8日，潤泰精密材料正式取得日本木門公司（NIHON FLUSH）台灣區獨家代理權。[5]

## 旗下投資事業
- 潤德室內裝修設計工程

## 外部連結
- （繁體中文） 潤泰集團全球服務網 （页面存档备份，存于）
- （繁體中文） 潤泰精密材料股份有限公司 （页面存档备份，存于）
- （繁體中文） 台灣公司資料 （页面存档备份，存于）